# ХК Луко Раума
ХК Луко Раума (фин. Rauman Lukko) професионални је фински клуб хокеја на леду из града Рауме. Тренутно се такмичи у елитној хокејашкој лиги Финске .
Своје домаће утакмице игра у дворани Кивикилен арена капацитета 5.400 места за хокејашке утакмице.
Клуб је основан 1936. године, а само једном су успели да освоје титулу националног првака, и то у сезони 1962/63. 

## Успеси
- Национално првенство: злато 1962/63.
- СМ-лига: сребро 3 пута (1960/61, 1965/66, 1987/88)
- СМ-лига: бронза 6 пута (1964/65, 1968/69, 1993/94, 1995/96, 2010/11, 2013/14)